# ريد ماك (موسيقي)
ريد ماك (بالإنجليزية: McClure Morris)‏ هو موسيقي ومغني أمريكي، ولد في 18 يناير 1912 في ممفيس في الولايات المتحدة، وتوفي في 14 يونيو 1993.

## وصلات خارجية
- ريد ماك على موقع ميوزك برينز (الإنجليزية)
- ريد ماك على موقع أول ميوزيك (الإنجليزية)
- ريد ماك على موقع ديسكوغز (الإنجليزية)